# Ferrierelus bernardi
Ferrierelus
Genre
Espèce
Ferrierelus bernardi est une espèce fossile d'Hymenoptera de la super-famille des chalcidiens, de la famille des Pteromalidae, de la sous-famille des Microgastrinae et du genre fossile Ferrierelus .
Le genre Ferrierelus n'est représenté que par l'espèce type, Ferrierelus bernardi, donc le genre est monotypique.

## Classification
Le genre Ferrierelus et l'espèce Ferrierelus bernardi par le paléontologue français Nicolas Théobald (1903-1981) en 1937,,.
Bizarrement GBIF, EOL et IRMNG donnent, pour l'instant (?), 1940 comme date de dépôt, bien qu'elles indiquent 1937 pour l'espèce et qu'aucune espèce ne peut porter un nom de genre non encore valide.

### Fossiles
L'holotype est un nouveau spécimen identifié A 1024.
Ce spécimen fait partie des milliers d'exemplaires recueillis dans le gisement stampien de la "Montée d'Avignon", exploité depuis des siècles. Les marnes calcaires séparent des bancs de gypse. De nombreux auteurs ont travaillé sur des échantillons de ce célèbre dépôt ; Nicolas Théobald cite entre autres : Curtis (1829), W. Hope (1847), O. Heer (1851,1856). Lui-même a étudié à peu près la moitié des 3 000 à 4 000 échantillons accessibles en son temps dans les collections du Muséum de Paris et celles des musées de Marseille, Avignon, Nancy, Strasbourg, Clermont-Ferrand. La bonne conservation des insectes pourrait s'expliquer par un court séjour dans l'eau ; ils seraient tombés dans de la vase molle, après avoir été asphyxiés par les émissions du volcan de Beaulieu.

### Étymologie
Ce genre Ferrierelus est dédié à l'entomologiste suisse le Dr Charles Ferrière (1888-1979) du British Museum et alors en poste au Commonwealth Institute of Biological Control (d).
L'épithète spécifique bernardi est dédiée à M. Bernard, assistant à l'Institut Océanographique de Paris

### Famille Pteromalidae
Il a été reclassé dans la famille des Pteromalidae par l'entomologiste et paléontologue américain Frank Morton Carpenter (d) (1902-1994) en 1992,.

## Description

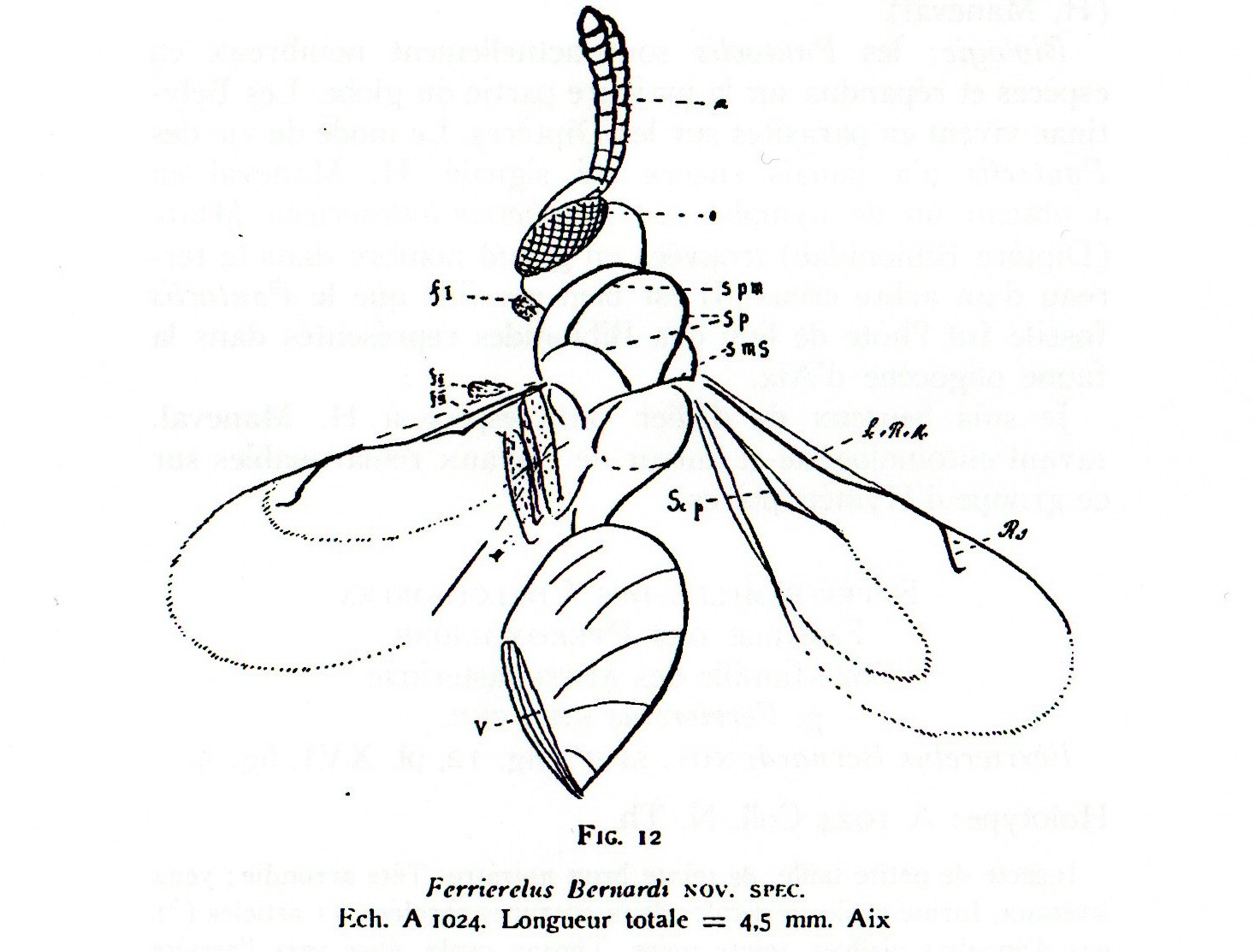
Ferrierelus bernardi 1937 Nicolas Théobald éch A1024 Aix p. 312 fig. 12.

### Caractères
La diagnose de Nicolas Théobald en 1937, : 

« Insecte de petite taille, de teinte brun noirâtre. Tête arrondie; yeux latéraux, forme ovale, verticale; deux antennes accolées, 11 articles (?), pas d'annelets visibles, teinte noire. Thorax ovale, étiré vers l'arrière en un étranglement très net; forme gibbeuse dans l'ensemble; sillons pro-mésonotal (spm), parapsidaux (sp) et méso-scutellaire (sms) très profonds; scutellum fortement déclive, aucune ponctuation ou pilosité visible. Abdomen brièvement pétiolé, profil latéral triangulaire; valves (v) s'étendant sur la moitié de la face ventrale, dépassant à peine l'abdomen; le dessus de l'abdomen zoné transversalement de clair et de foncé; pilosité très visible, plus abondante sur les anneaux postérieurs. Pattes courtes, fémur I à peine indiqué (fI), fémur II faible (fII), deux fémurs (fIII) de teinte claire, non renflés; une extrémité de tarse III avec ongles vaguement apparents. Ailes dépassant l'abdomen; les ailes postérieures sont en partie recouvertes par les ailes antérieures; aile antérieure à nervation très réduite, seules subsistent la nervure antérieure due à la soudure de Sc, R et M et un fragment du secteur du Radius (Rs), anale confondue avec le bord postérieur. ».

En résumé cet insecte de 4,5 mm de long avec les antennes et les ailes est brun noirâtre. La tête est arrondie, avec des yeux latéraux. Le thorax est ovale, avec des sillons pro-mésonotal (spm), parapsidaux (sp) et méso-scutellaire (sms) très profonds.
Après un étranglement très net, l'abdomen est triangulaire, avec des valves (v) s'étendant sur la moitié de la face ventrale.
Les ailes dépassent l'abdomen.

### Dimensions
La longueur totale de 4,5 mm, et une longueur d'aile de 3,5 mm.

### Affinités
« L'Insecte présente le port des Chalcididae et appartient certainement à cette famille. Il diffère des Chalcidinae par les fémurs III non dilatés. On ne peut pas le ranger non plus dans les Leucopsidinae à cause des ailes non pliées en log et de la tarière non longuement relevée sur le dos. Cet insecte fait sûrement partie des Microgastrinae et ressemble beaucoup aux espèces du g. Lamprotatus Westwood qui sont parasites de Diptères. mais ces espèces sont vertes avec les pattes jaunes et ont la nervure marginale des ailes et les antennes plus longues (lettre de M. Ferrière du British Museum). Comme il est impossible de déterminer un genre auquel cet Insecte puisse être attribué, nous l'avons désigné sous un nom nouveau, dédié à M. le Dr Ch. Ferrière du British Museum, l'espèce est dédiée à M. Bernard, assistant à l'Institut Océanographique. ».

## Biologie
« Les Microgastrinae sont parasites de diptères », en particulier de Agromyza que l'on trouve en ce site. Le milieu de vie est méditerranéen, avec des influences plus chaudes que dans le climat actuel de la Provence.

### Publication originale
- [1937] Nicolas Théobald, « Les insectes fossiles des terrains oligocènes de France 473 p., 17 fig., 7 cartes,13 tables, 29 planches hors texte », Bulletin Mensuel de la Société des Sciences de Nancy et Mémoires de la Société des sciences de Nancy, Imprimerie G. Thomas,‎ 1937, p. 1-473 (ISSN 1155-1119 et 2263-6439, OCLC 786027547). .